# Amomum stenocarpum
Amomum stenocarpum là một loài thực vật có hoa trong họ Gừng. Loài này được Theodoric Valeton mô tả khoa học đầu tiên năm 1920.

## Phân bố
Loài này có thể được tìm thấy ở Simeulue, miền tây đảo Sumatra, Indonesia. Tên gọi địa phương là "koal-koal".